# Awraham Schwarzstein
Awraham Schwarzstein (ur. 28 sierpnia 1926; zm. 10 czerwca 1948) − izraelski dowódca wojskowy Sił Obronnych Izraela.

## Młodość
Wychował się i ukończył gimnazjum w Tel Awiwie. Następnie rozpoczął studia na Technion w Hajfie.

## Służba wojskowa
Bardzo wcześnie rozpoczął współpracę z żydowską organizacją paramilitarną Hagana. Dwa lata spędził w obozie szkoleniowym na północy kraju. Był zaangażowany w szkolenie młodzieży i aktywną pomoc na rzecz nielegalnej emigracji żydowskiej do Mandatu Palestyny.
W grudniu 1947 wstąpił do Hagany i podczas Wojny domowej w Mandacie Palestyny uczestniczył w obronie Tel Awiwu. W styczniu 1948 uczestniczył w oczyszczaniu równiny Szaron z arabskich wiosek i w ataku na Jafę. W dniu 27 marca został przeniesiony na dowódcę obrony kibucu Niccanim. Podczas wojny o niepodległość dowodził w bitwie o kibuc Niccanim. W ostatnim dniu obrony, 10 czerwca, ranny Awraham Schwarzstein, niosąc pokrwawioną białą koszulę, usiłował podjąć negocjacje z Egipcjanami, został jednak zastrzelony przez egipskiego oficera.